# Anserimimus planinychus
Anserimimus planinychus (lat. "imitador del ganso de garra plana") es la única especie conocida del género extinto Anserimimus de  dinosaurio terópodo ornitomímido, que vivió a finales del período Cretácico, hace aproximadamente 70 millones de años, en el Maastrichtiense, en lo que hoy es Mongolia en el centro de Asia. Era un animal longilíneo, con forma de rápido corredor, posiblemente un omnívoro. Por los que se conoce de los fósiles, se asemejó a otros ornitomímidos, a excepción de sus brazos más largo que lo habitual.

## Descripción
Anserimimus fue un ornitomimosauriano de tamaño mediano, Gregory S. Paul en 2010 estimó su longitud en 3 metros, su peso en 50 kilogramos. Es difícil definir con precisión las características de este dinosaurio, si bien debió ser similar a otros ornitomímidos como el dromiceiomimo. El fémur mide 435 milímetros de largo.

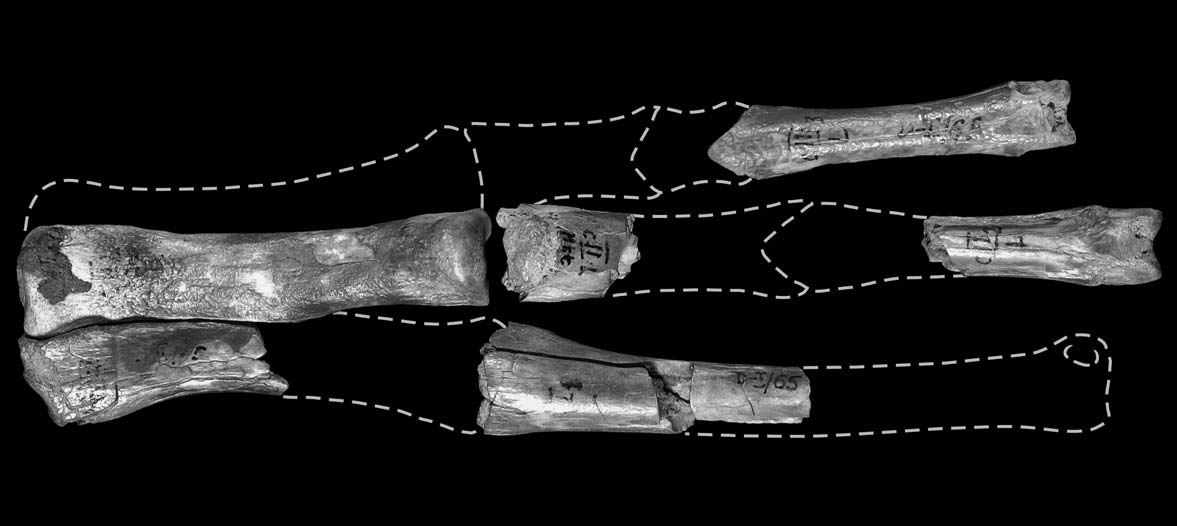
mano de ZPAL MgD−I/65

Se conoce solamente un espécimen de Anserimimus, que consiste en la mayor parte de un brazo y pata, incluyendo partes del hombro y la pelvis y una vértebra de la espalda. Información limitada que se ha publicado con respecto a la anatomía de Anserimimus, pues Barsbold no describió la mayor parte de los huesos, en su lugar se centró solamente  en las características que fijaron Anserimimus aparte de otros ornitomímidos. Hay varias diferencias importantes entre este y otros miembros de su familia. Las garras en la mano son largas y rectas, no curvadas, con la superficie más baja casi plana. El brazo también es más largo que otros ornitomímidos, con grandes zonas de inserción en el escapulocoracoide del hombro y húmero, que proporcionaron fuerte puntos de anclaje para los grandes músculos del brazo como el bíceps. El pie es fuertemente arctometatarsaliano, con el tercer metatarsiano excluidos de la superficie frontal del metatarso más del 40% de su longitud superior.
La función de este brazo poderoso, con las garras rectas sigue siendo desconocida. Puede indicar una dieta diversa o estrategia de recolección de alimentos distinta a otros ornitomímidos, aunque su dieta sea difícil de determinar, ya que el cráneo es desconocido. Los científicos han presumido de largo que los ornitomímidos, descienden de antepasados carnívoros, eran realmente omnívoros o incluso herbívoros. Como la mayoría de ornitomímidos conocidos se encontraron en ambientes cerca del agua, este modo de alimentación puede extender a todos los miembros de la familia, incluyendo Anserimimus.

## Descubrimiento e investigación

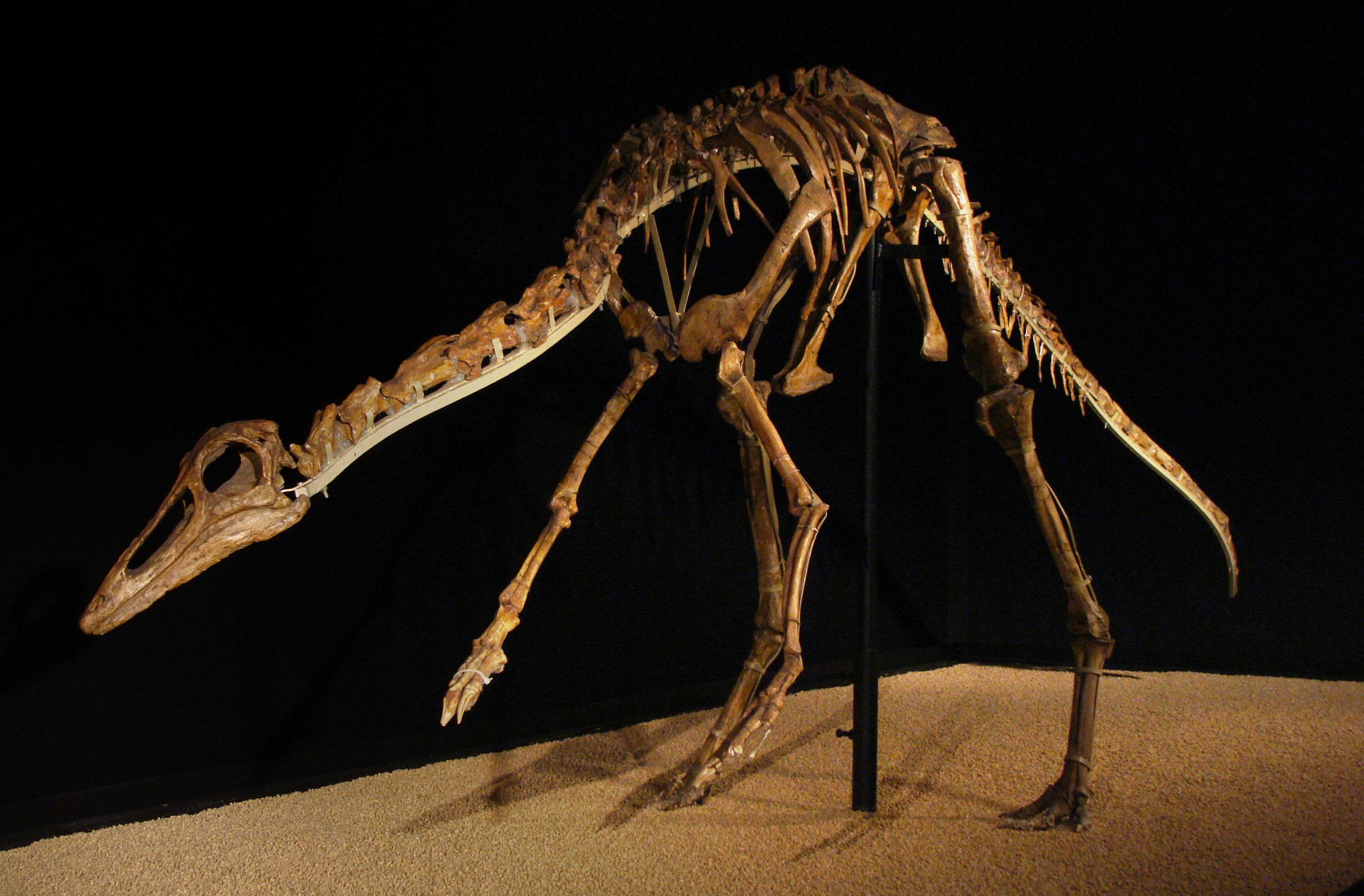
DVista diferente del esqueleto montado

Anserimimus fue encontrado en la provincia o aymag de Bayanhongor, Mongolia durante una expedición soviético-mongola al Desierto de Gobi, a finales de los años 1970. El paleontólogo mongol Rinchen Barsbold nombró a Anserimimus en 1988, combinando la palabra latina anser que significa ganso con la griega mimos que significa imitador. Anser es el nombre genérico de varias especies de gansos. Sin embargo Anserimimus no es particularmente parecido al ganso, sino que los ornitomimosaurianos han tenido tradicionalmente nombres derivados de las  aves, como Struthiomimus (“imitador de avestruz”), Gallimimus (“imitador de gallo”), y Pelecanimimus (“imitador de pelicano”). Solo se conoce una especie de Anserimimus llamada A. planinychus, del latín planus que significa plano, del griego onychos por garra, en referencia a la peculiares garras planas que identifican al género.
Sólo hay un solo espécimen de Anserimimus, su holotipo IGM 100/300 encontrado en la formación Nemegt. Se compone de un esqueleto bastante completo y articulado que carece de cráneo y la mandíbula inferior. Escasa información se ha publicado en la anatomía de Anserimimus ya que como Barsbold no describió la mayor parte de estos huesos, para centrarse únicamente en aquellos con características que Anserimimus aparte de otros ornitomímidos. En una tesis inédita Robert Bronowicz en 2005 dio una descripción detallada de la especie, refiriéndose también material adicional a la misma, entre las que un segundo esqueleto parcial, la muestra de ZPAL MGD-I / 65.  Sin embargo, en 2010 Bronowicz concluyó este otro espécimen, aunque estrechamente relacionados con A. planinychus, probablemente representa  un taxón separado.

## Clasificación
Barsbold asignó a Anserimimus como un miembro de la familia Ornithomimidae, un grupo de derivados ornitomimosaurianos. Esto ha sido confirmado por la moderna análisis cladístico siendo un cercano relativo de Gallimimus. Sin embargo otros estudios han sido incapaces específicamente de determinar sus relaciones con este o los de cualquier otro ornitomímido. Ambos Anserimimus y Gallimimus fueron recobrados de la Formación Nemegt de Mongolia, no obstante de áreas diferentes.
El siguiente cladograma está basado en el trabajo de Xu et al. de 2011:
|  | Anserimimus |
|  |             |
|  | Gallimimus  |
|  |             |

|         | Qiupalong                                                      |
|         |                                                                |
| unnamed | \| \| Struthiomimus \| \| \| \| \| \| Ornithomimus \| \| \| \| |
|         | \| \| Struthiomimus \| \| \| \| \| \| Ornithomimus \| \| \| \| |
|         | Struthiomimus                                                  |
|         |                                                                |
|         | Ornithomimus                                                   |
|         |                                                                |

|  | Struthiomimus |
|  |               |
|  | Ornithomimus  |
|  |               |

|  | Anserimimus |
|  |             |
|  | Gallimimus  |
|  |             |

|         | Qiupalong                                                      |
|         |                                                                |
| unnamed | \| \| Struthiomimus \| \| \| \| \| \| Ornithomimus \| \| \| \| |
|         | \| \| Struthiomimus \| \| \| \| \| \| Ornithomimus \| \| \| \| |
|         | Struthiomimus                                                  |
|         |                                                                |
|         | Ornithomimus                                                   |
|         |                                                                |

|  | Struthiomimus |
|  |               |
|  | Ornithomimus  |
|  |               |

|  | Anserimimus |
|  |             |
|  | Gallimimus  |
|  |             |

|         | Qiupalong                                                      |
|         |                                                                |
| unnamed | \| \| Struthiomimus \| \| \| \| \| \| Ornithomimus \| \| \| \| |
|         | \| \| Struthiomimus \| \| \| \| \| \| Ornithomimus \| \| \| \| |
|         | Struthiomimus                                                  |
|         |                                                                |
|         | Ornithomimus                                                   |
|         |                                                                |

|  | Struthiomimus |
|  |               |
|  | Ornithomimus  |
|  |               |

|  | Anserimimus |
|  |             |
|  | Gallimimus  |
|  |             |

|         | Qiupalong                                                      |
|         |                                                                |
| unnamed | \| \| Struthiomimus \| \| \| \| \| \| Ornithomimus \| \| \| \| |
|         | \| \| Struthiomimus \| \| \| \| \| \| Ornithomimus \| \| \| \| |
|         | Struthiomimus                                                  |
|         |                                                                |
|         | Ornithomimus                                                   |
|         |                                                                |

|  | Struthiomimus |
|  |               |
|  | Ornithomimus  |
|  |               |

|  | Anserimimus |
|  |             |
|  | Gallimimus  |
|  |             |

|         | Qiupalong                                                      |
|         |                                                                |
| unnamed | \| \| Struthiomimus \| \| \| \| \| \| Ornithomimus \| \| \| \| |
|         | \| \| Struthiomimus \| \| \| \| \| \| Ornithomimus \| \| \| \| |
|         | Struthiomimus                                                  |
|         |                                                                |
|         | Ornithomimus                                                   |
|         |                                                                |

|  | Struthiomimus |
|  |               |
|  | Ornithomimus  |
|  |               |

|  | Anserimimus |
|  |             |
|  | Gallimimus  |
|  |             |

|         | Qiupalong                                                      |
|         |                                                                |
| unnamed | \| \| Struthiomimus \| \| \| \| \| \| Ornithomimus \| \| \| \| |
|         | \| \| Struthiomimus \| \| \| \| \| \| Ornithomimus \| \| \| \| |
|         | Struthiomimus                                                  |
|         |                                                                |
|         | Ornithomimus                                                   |
|         |                                                                |

|  | Struthiomimus |
|  |               |
|  | Ornithomimus  |
|  |               |

|  | Anserimimus |
|  |             |
|  | Gallimimus  |
|  |             |

|         | Qiupalong                                                      |
|         |                                                                |
| unnamed | \| \| Struthiomimus \| \| \| \| \| \| Ornithomimus \| \| \| \| |
|         | \| \| Struthiomimus \| \| \| \| \| \| Ornithomimus \| \| \| \| |
|         | Struthiomimus                                                  |
|         |                                                                |
|         | Ornithomimus                                                   |
|         |                                                                |

|  | Struthiomimus |
|  |               |
|  | Ornithomimus  |
|  |               |

|  | Anserimimus |
|  |             |
|  | Gallimimus  |
|  |             |

|         | Qiupalong                                                      |
|         |                                                                |
| unnamed | \| \| Struthiomimus \| \| \| \| \| \| Ornithomimus \| \| \| \| |
|         | \| \| Struthiomimus \| \| \| \| \| \| Ornithomimus \| \| \| \| |
|         | Struthiomimus                                                  |
|         |                                                                |
|         | Ornithomimus                                                   |
|         |                                                                |

|  | Struthiomimus |
|  |               |
|  | Ornithomimus  |
|  |               |

## Paleobiología
El terreno de Nemegt representa una llanura inundable con ríos meandrosos, datada durante el Mastrichtiano hace aproximadamente 74 a 65 millones de años. Además de Gallimimus, otros terópodos provienen de ese lugar incluyendo a los gigantes Tarbosaurus y Deinocheirus, y los más pequeños dromeosáuridos (Adasaurus), oviraptóridos (Nemegtomaia), troodóntidos (Saurornithoides) y aves (Teviornis). Los herbívoros son representado por hadrosáuridos como Barsboldia y Saurolophus, el anquilosáurido Tarchia y varios titanosaurianos como Nemegtosaurus y paquicefalosaurianos como Homalocephale. Los sedimentos también indican que existía un hábitat rico, ofreciendo diversos alimentos en cantidades abundantes que podrían sostener los masivos dinosaurios cretácicos.